# Траутоніум

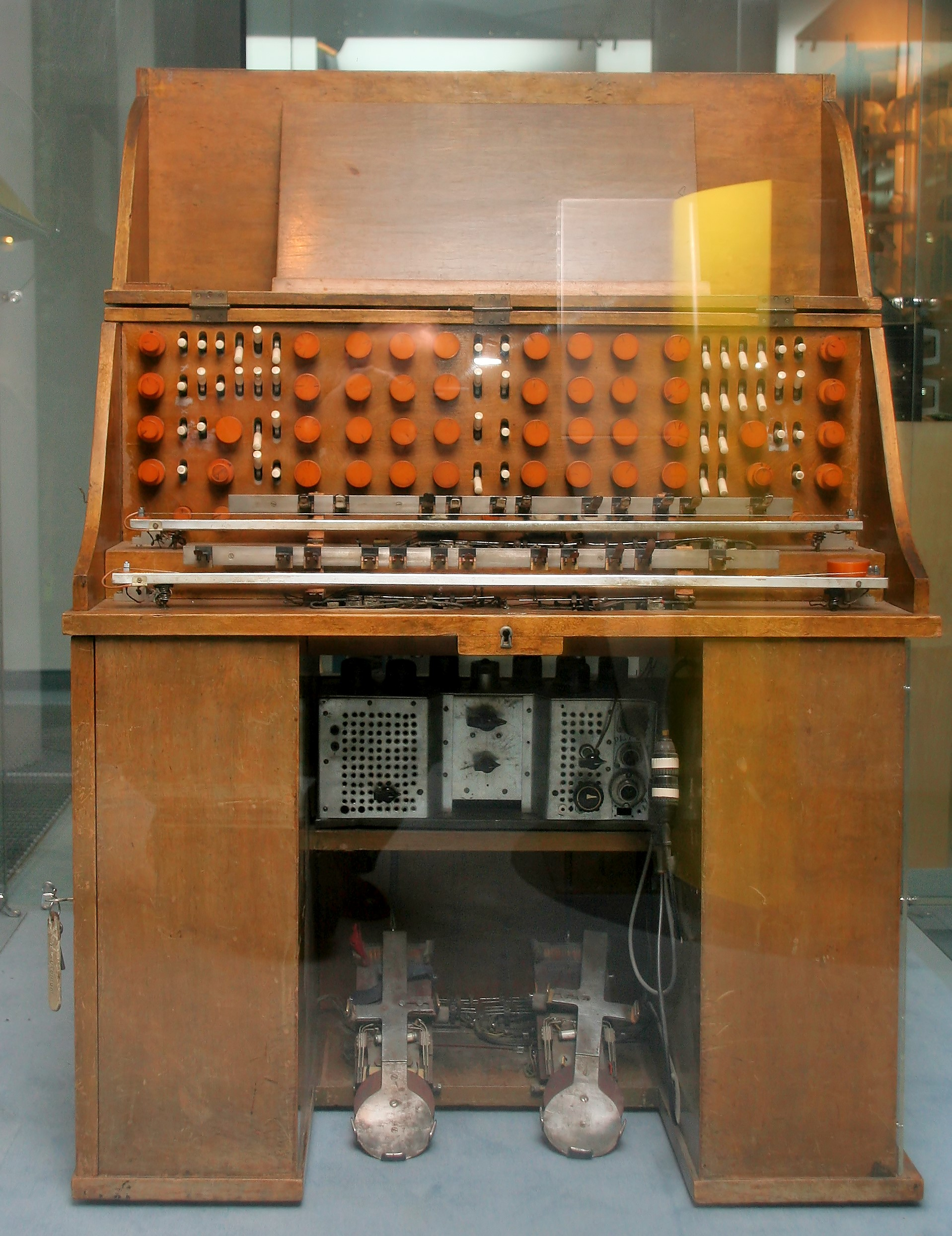
Мікст траутоніум в Німецькому музеї в Бонні

Траутоніум — електронний музичний інструмент, який створив німецький інженер Фрідріх Тротвейн у 1930 році. Як і у більшості тогочасних електронних інструментів, в його основі були лампові генератори на коливальному контурі. Подібно до гелетріону, замість клавіатури траутоніум був устаткований смужкою (або кількома в поліфонічній версії) чутливою на дотик, що виконувала функцію резистора змінного опору. В пізніших моделях було додано смуги з металевими застібками, якими можна було помічати певні тони та використовувати їх як клавіші. Це дозволяло точно налаштувати мікротоновий стрій інструменту. Первісну версію інструменту зробила фірма Telefunken.
Траутоніум мав діапазон у три октави, який міг зсуватися перемикачами вниз або вгору.
Хоча багато в чому траутоніум був подібним до інших електронних інструментів, він мав і певні відмітні риси. Зокрема тратоніум мав більшу свободу формування звуку. Інструмент був оснащений додатковими генераторами, контрольованих серією перемикачів і регуляторів, що збагачували звучання додатковими гармоніками і ряд фільтрів, що додатково впливали на форму сигналу. Завдяки цьому звук тратоніуму був значно багатшим за звуки подібних тогочасних інструментів, і може вважатися попередником сучасних синтезаторів.
Пізніше з'явилися модифіковані версії тратоніума, які розробив німецький композитор, фізик та винахідник — Оскар Заля:
- Мікст-тратоніум — спирався на напівпровідникові технології з лінійною характеристикою резистора, тому був лінійним, а не експоненційним, як в інших моделях.
- Радіо-тратоніум — версія без підсилювача, призначена безпосередньо для радіомовлення
- Концертний траутоніум — з потужнішим підсилювачем і комплектом динаміків.

Інструмент знайшов застосування в музичній практиці. Ряд композицій було написано спеціально для цього інструменту, серед яких Концертіно для тратоніума з оркестром Пауля Гіндеміта.